# Zakaz
Zakaz (russisk: Заказ) er en russisk spillefilm fra 2005 af Vera Glagoleva.

## Medvirkende
- Natalija Vdovina som Anna
- Aleksandr Baluev som Oleg
- Larisa Guzeeva som Galja
- Vladimir Sterzjakov som Natan
- Aleksandr Jakovlev som Igor